# Smolice (województwo małopolskie)
Smolice – wieś w Polsce, położona w województwie małopolskim, w powiecie oświęcimskim, w gminie Zator, u ujścia Skawy do Wisły.
W latach 1975–1998 wieś położona była w województwie bielskim.
Na terenie wsi znajduje się stopień wodny wchodzący w skład Drogi Wodnej Górnej Wisły i funkcjonuje elektrownia wodna należąca do Zespołu Elektrowni Wodnych Niedzica. Tuż poniżej stopnia do Wisły uchodzi Skawa.
Prywatna wieś szlachecka położona była w drugiej połowie XVI wieku w powiecie śląskim województwa krakowskiego.

## Integralne części wsi
| SIMC    | Nazwa           | Rodzaj     |
| ------- | --------------- | ---------- |
| 0076931 | Grabie Drugie   | część wsi  |
| 0076948 | Grabie Pierwsze | część wsi  |
| 0076954 | Lipowa          | przysiółek |

## Historia
W 1242 Klemens z Ruszczy obdarował fundowany przez niego klasztor benedyktynek w Staniątkach m.in. wsią Smolice.
Nazwę miejscowości w zlatynizowanej staropolskiej formie Smolycze villa wymienia w latach 1470–1480 Jan Długosz w księdze Liber beneficiorum dioecesis Cracoviensis. Własność Sykstusa Lubomirskiego.